# Novacastria nothofagi
Novacastria nothofagi is een keversoort uit de familie bladkevers (Chrysomelidae). De wetenschappelijke naam van de soort werd in 1983 gepubliceerd door Selman & Lowman.